# Blainville-Crevon
Blainville-Crevon és un municipi francès situat al departament del Sena Marítim i a la regió de Normandia. L'any 2007 tenia 1.127 habitants.

## Demografia

### Població
El 2007 la població de fet de Blainville-Crevon era de 1.127 persones. Hi havia 400 famílies de les quals 52 eren unipersonals (36 homes vivint sols i 16 dones vivint soles), 132 parelles sense fills, 196 parelles amb fills i 20 famílies monoparentals amb fills.
La població ha evolucionat segons el següent gràfic:
Habitants censats

### Habitatges
El 2007 hi havia 445 habitatges, 410 eren l'habitatge principal de la família, 16 eren segones residències i 19 estaven desocupats. 440 eren cases i 5 eren apartaments. Dels 410 habitatges principals, 358 estaven ocupats pels seus propietaris, 47 estaven llogats i ocupats pels llogaters i 5 estaven cedits a títol gratuït; 4 tenien dues cambres, 31 en tenien tres, 86 en tenien quatre i 289 en tenien cinc o més. 327 habitatges disposaven pel capbaix d'una plaça de pàrquing. A 135 habitatges hi havia un automòbil i a 257 n'hi havia dos o més.

### Piràmide de població
La piràmide de població per edats i sexe el 2009 era:
| Homes | Edats   | Dones |
| ----- | ------- | ----- |
| 0     | 95 o +  | 0     |
| 0     | 90 a 94 | 0     |
| 0     | 85 a 89 | 8     |
| 4     | 80 a 84 | 0     |
| 4     | 75 a 79 | 8     |
| 28    | 70 a 74 | 24    |
| 20    | 65 a 69 | 12    |
| 16    | 60 a 64 | 36    |
| 28    | 55 a 59 | 16    |
| 52    | 50 a 54 | 44    |
| 32    | 45 a 49 | 36    |
| 60    | 40 a 44 | 56    |
| 48    | 35 a 39 | 44    |
| 40    | 30 a 34 | 56    |
| 20    | 25 a 29 | 28    |
| 32    | 20 a 24 | 32    |
| 32    | 15 a 19 | 64    |
| 60    | 10 a 14 | 40    |
| 48    | 5 a 9   | 52    |
| 28    | 0 a 4   | 44    |

## Economia
El 2007 la població en edat de treballar era de 766 persones, 585 eren actives i 181 eren inactives. De les 585 persones actives 555 estaven ocupades (291 homes i 264 dones) i 30 estaven aturades (13 homes i 17 dones). De les 181 persones inactives 78 estaven jubilades, 65 estaven estudiant i 38 estaven classificades com a «altres inactius».

### Ingressos
El 2009 a Blainville-Crevon hi havia 419 unitats fiscals que integraven 1.176,5 persones, la mediana anual d'ingressos fiscals per persona era de 21.406 €.

### Activitats econòmiques
Dels 40 establiments que hi havia el 2007, 1 era d'una empresa alimentària, 2 d'empreses de fabricació d'altres productes industrials, 4 d'empreses de construcció, 8 d'empreses de comerç i reparació d'automòbils, 2 d'empreses de transport, 1 d'una empresa d'hostatgeria i restauració, 2 d'empreses d'informació i comunicació, 1 d'una empresa financera, 10 d'empreses de serveis, 6 d'entitats de l'administració pública i 3 d'empreses classificades com a «altres activitats de serveis».
Dels 11 establiments de servei als particulars que hi havia el 2009, 1 era una oficina d'administració d'Hisenda pública, 1 oficina de correu, 2 tallers de reparació d'automòbils i de material agrícola, 1 paleta, 3 fusteries, 2 perruqueries i 1 restaurant.
Dels 5 establiments comercials que hi havia el 2009, 2 eren botigues de més de 120 m², 1 una botiga de menys de 120 m², 1 una peixateria i 1 una joieria.
L'any 2000 a Blainville-Crevon hi havia 10 explotacions agrícoles.

## Equipaments sanitaris i escolars
L'únic equipament sanitari que hi havia el 2009 era una farmàcia.
El 2009 hi havia 1 escola maternal i 1 escola elemental.

## Poblacions més properes
El següent diagrama mostra les poblacions més properes.